# Дорога на Малибу 2000
«Дорога на Малибу 2000» (англ. 2000 Malibu Road) — американская телевизионная мыльная опера, транслировавшаяся на CBS в 1992 году. Главные роли в сериале сыграли Лиза Хартман, Дженнифер Билз и Дрю Бэрримор. В центре сюжета находилось четыре женщины, которые жили в доме на пляже в Малибу: бывшая проститутка Джейд О’Кифф, адвокат Перри Куинн, молодая актриса Линдсей и её злобная сестра Джой Рул.
Сериал получил высокие рейтинги на своем старте, однако критиками был принят неоднозначно и критиковался за чрезмерный контент для взрослых. Сериал был закрыт после шести эпизодов так как продюсеры не смогли прийти к соглашению по лицензионным сборам и бюджету.

## Актёры и персонажи
- Лиза Хартман — Джейд О’Кифф
- Дженнифер Билз — Перри Куинн
- Дрю Бэрримор — Линдсей Рул
- Тьюзди Найт — Джой Рул
- Брайан Блом — Эрик Адлер
- Скотт Брайс — Скотт Стерлинг
- Майкл Уайсс — Роджер Тэбор
- Констанс Тауэрс — Камилла